# 吉林省文学艺术界联合会
吉林省文学艺术界联合会（简称吉林省文联），是中华人民共和国吉林省文学艺术界工作者组成的专业性人民团体，也是中国文学艺术界联合会的团体会员。

## 历史沿革
1949年春，中国人民解放军进驻吉林，随即建立中华全国文艺协会东北总分会吉林分会（简称吉林文协），为地区性文艺工作者组织。林耶任主席。
1950年3月10日至3月15日，召开吉林省第一次文学艺术工作者代表大会，宣告成立吉林省文学艺术工作者联合会。会址设在吉林市。
1954年9月，吉林省省会从吉林市迁至长春市，吉林省文联办公室也随之移动。
1962年5月23日至30日，召开吉林省第三次文学艺术工作者代表大会，决定更名为吉林省文学艺术界联合会。
文化大革命期间，吉林省文联停止工作。1978年4月，经中共吉林省委批准，吉林省文学艺术界联合会恢复活动。
1986年1月，文艺理论双月刊《文艺争鸣》创刊。
2001年3月，吉林省文联与吉林省作协合并，合署办公，对外挂两块牌子。2009年10月，恢复吉林省文学艺术界联合会独立建制。

## 组织机构
机关处室
- 办公室
- 组织联络部
- 人事处
- 机关党委

省级文艺家协会
- 吉林省作家协会
- 吉林省戏剧家协会
- 吉林省电影家协会
- 吉林省音乐家协会
- 吉林省美术家协会
- 吉林省曲艺家协会
- 吉林省舞蹈家协会
- 吉林省民间文艺家协会
- 吉林省摄影家协会
- 吉林省书法家协会
- 吉林省杂技家协会
- 吉林省广播电视艺术家协会
- 吉林省二人转艺术家协会
- 吉林省民俗学会

基层组织
- 长春市文学艺术界联合会
- 吉林市文学艺术界联合会
- 延边州文学艺术界联合会
- 四平市文学艺术界联合会
- 白城市文学艺术界联合会
- 松原市文学艺术界联合会
- 通化市文学艺术界联合会
- 辽源市文学艺术界联合会
- 白山市文学艺术界联合会
- 长白山保护开发区管理委员会文学艺术界联合会
- 公主岭市文学艺术界联合会
- 梅河口市文学艺术界联合会
- 珲春市文学艺术界联合会

直属事业单位
- 吉林省文艺理论研究室
- 吉林省书画院
- 《作家》杂志社
- 《文艺争鸣》杂志社

## 历届组成人员

### 第一届
- 任期：1950年3月－1952年11月
- 主任：林耶
- 副主任：高叶、田质成（师田手）

### 第二届
- 任期：1952年11月－1962年5月
- 主席：林耶
- 副主席：高叶

### 第三届
- 任期：1962年5月－1980年1月
- 主席：宋振庭（1962年－1966年） → 董速（1978年－1980年）
- 副主席：亚马、董速、冯文炳、胡苏、高叶、陶然、杨文元、苏云（1978年－1980年）、马瑜（1978年－1980年）、公木（1978年－1980年）、杨公骥（1978年－1980年）、刘扬（1978年－1980年）、刘永年（1978年－1980年）

### 第四届
- 任期：1980年1月－1991年3月
- 主席：董速
- 副主席：高叶、公木、苏云、马瑜、胡苏、杨公骥、鄂华、刘扬、刘永年、王也、王国治（增补）

### 第五届
- 任期：1991年3月－1995年12月
- 名誉主席：董速、公木
- 主席：胡厚钧
- 副主席：王国治、王曼苓、刘国枢、李杰、李国民、朱广庆、郑判龙、易洪斌、常彦、鄂华

### 第六届
- 任期：1995年12月－2001年12月
- 名誉主席：谷长春、公木
- 主席：李杰
- 副主席：李方钧、于天文、王曼苓、邢志、苏赫巴鲁、李国民、陈曦光、林晶、易洪斌、姜兴坤、崔善玉、赵国光、周维杰

### 第七届
- 任期：2001年12月－2013年7月
- 名誉主席：谷长春
- 主席：张笑天
- 副主席：张福有、杨廷玉、刘慧援、顾太、李前宽、林晶、段成桂、曹保明、崔善玉

### 第八届
- 任期：2013年7月－2019年4月
- 名誉主席：谷长春、荀凤栖、段成桂、张笑天、李前宽、毕政
- 主席：尹爱群[5]
- 副主席：张呈祥、孙凤平、王小燕、王晓明、朴瑞星、毕述林、刘春梅、苏威、吴玉珩、张守智、赵春江、倪茂才、曹保明

### 第九届
- 任期：2019年4月[6]－
- 名誉主席：段成桂、李前宽、毕政、尹爱群
- 主席：陈耀辉
- 副主席：王小燕、王长元、孙凤平、孙志卓、闫淑平、李庆辉、金仁顺、赵志强、咸顺女、倪茂才、景喜猷